# Hiragishi (métro de Sapporo)
Hiragishi (平岸駅, Hiragishi-eki) est une station du métro de Sapporo au Japon. Elle est située dans l'arrondissement de Toyohira à Sapporo.

## Situation sur le réseau
Établie en souterrain, la station Hiragishi est située au point kilométrique (PK) 9,0 de la ligne Namboku entre la station Nakanoshima, en direction du terminus nord Asabu, et la station Minami Hiragishi, en direction du terminus sud Makomanai.

## Histoire
La station a été inaugurée le 16 décembre 1971.

## Services aux voyageurs

### Accès et accueil
La station est ouverte tous les jours.

### Desserte
- Ligne Namboku :
  - voie 1 : direction Makomanai
  - voie 2 : direction Asabu

Installations et desserte
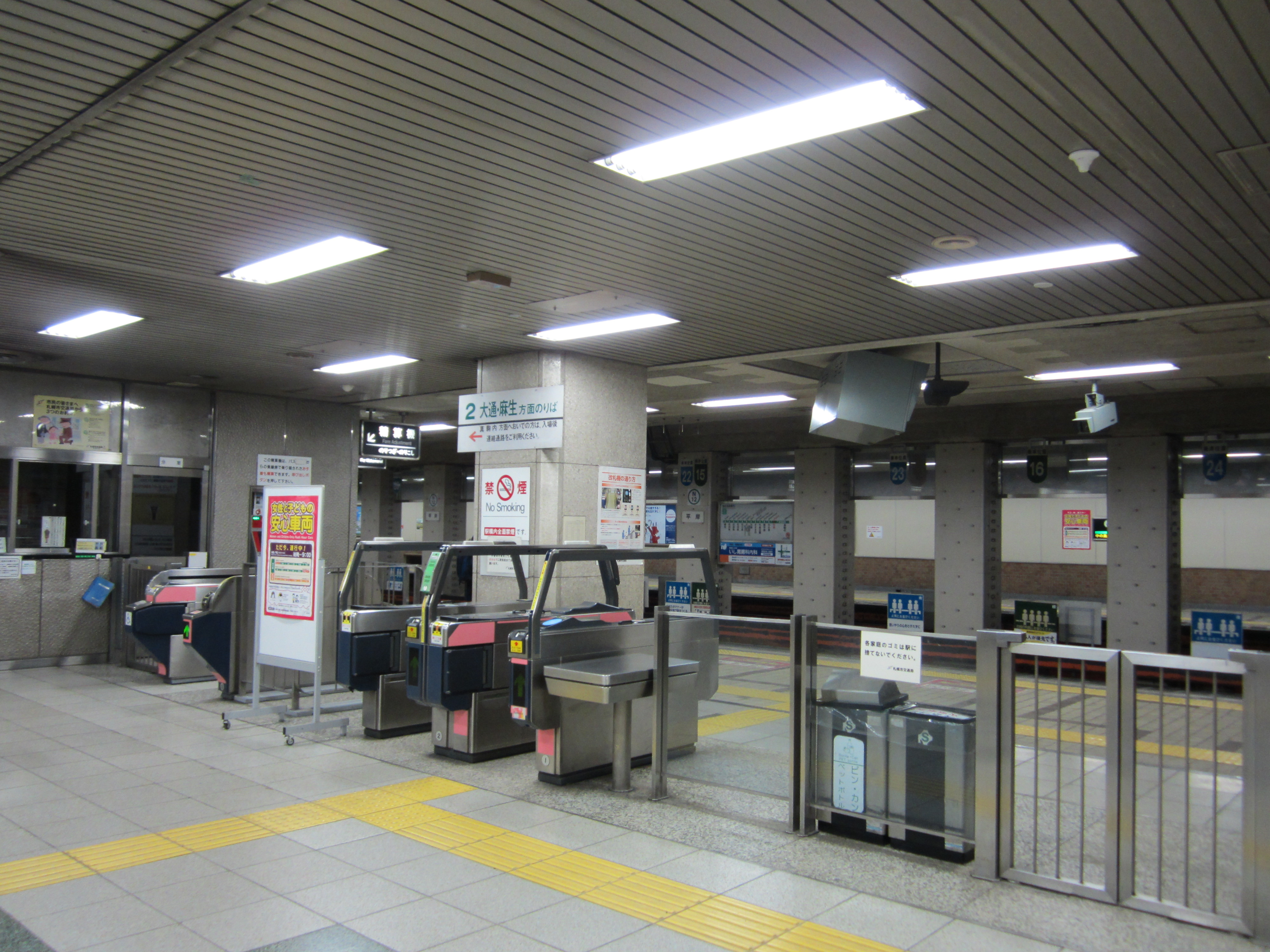
Ligne de contrôle.
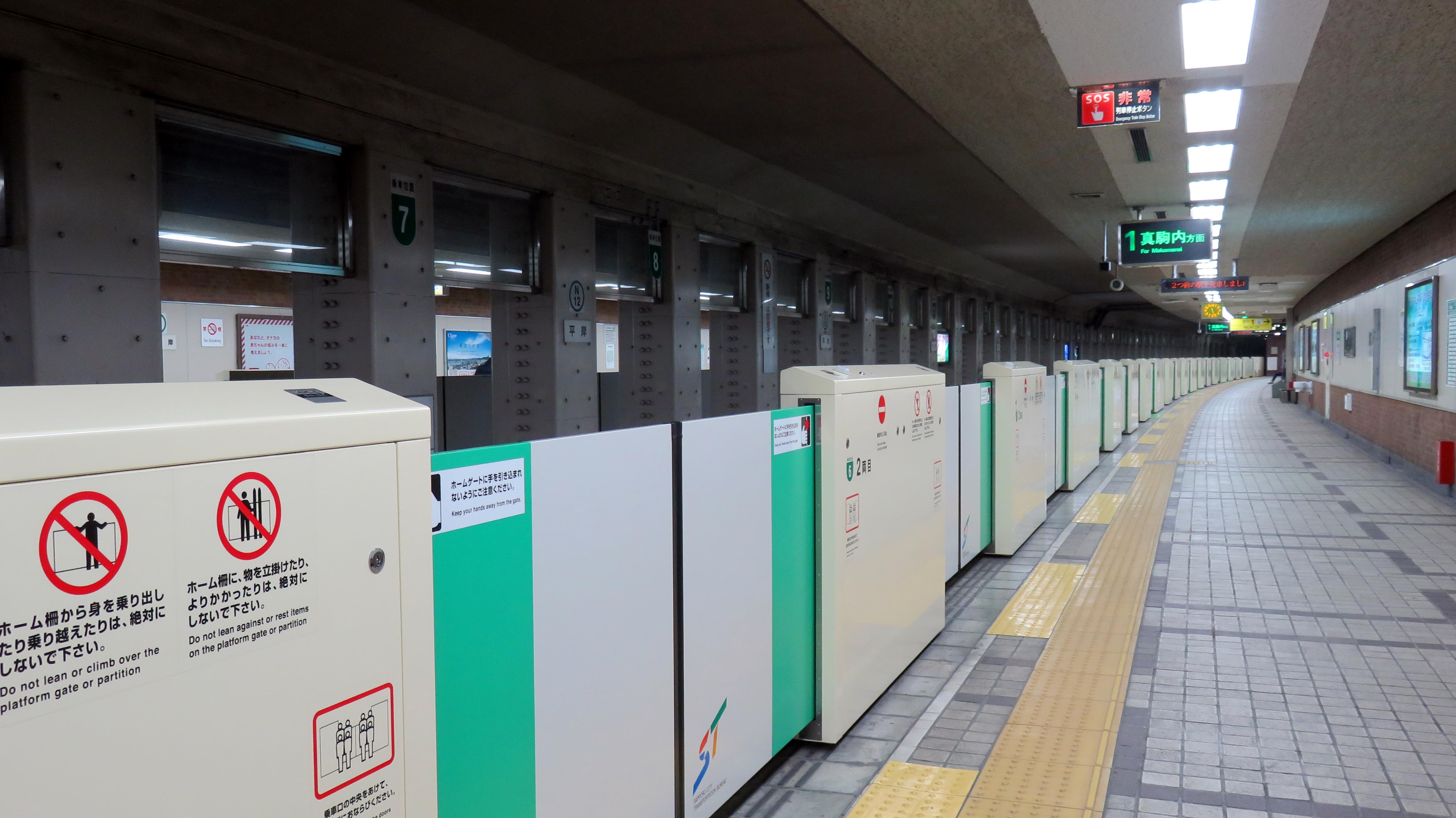
Un quai latéral.